# غزو يوليوس قيصر لبريطانيا

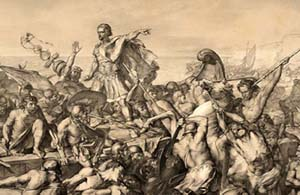
صورة تجسد التحام جيش يوليوس قيصر مع سكان الجزيرتين

خلال فترة الحروب الغالية، غزا يوليوس قيصر جزيرة بريطانيا مرتين، الأولى عام 55 قبل الميلاد والثانية عام 54 قبل الميلاد. في المرة الأولى، أخذ قيصر فيلقين بصحبته، ولم يتقدم سوى مسافة ضئيلة بعد رسوه على ساحل كنت. تألفت حملة الغزو الثانية من 628 سفينة تحوي 5 فيالق وألفي عنصر من الخيالة. كانت القوة الغازية مهيبة لدرجة أن البريطانيين لم يتجرؤوا على تحدي قيصر أثناء رسوه في كنت، وبدلًا من مواجهته، انتظروه حتى بدأ الزحف نحو البر الرئيس. تمكن قيصر في النهاية من اختراق بريطانيا وصولًا إلى ميدلسكس وعبور نهر التيمز، فأجبر كاسيفلايونس، أحد زعماء القبائل البريطانية، على الاستسلام والخضوع لروما، وعين ماندوبريشس، ملك قبيلة تراينوفا الكلتية، ملكًا تابعًا لروما.

## بريطانيا قبل مجيء قيصر
لطالما اعتُبرت بريطانيا مصدرًا للقصدير بنظر العالم الكلاسيكي (في العصر الهلنستي). استكشف الجغرافي الإغريقي بيثياس ساحل بريطانيا في القرن الرابع قبل الميلاد، وربما استُكشفت المنطقة قبل ذلك التاريخ، تحديدًا في القرن الخامس قبل الميلاد على يد البحار القرطاجي هملكون. لكن بالنسبة للرومان، كانت الجزيرة الواقعة وراء المحيط –الذي كان يمثل حافة العالم المعروف بالنسبة للرومان– لغزًا كبيرًا. لدرجة أن بعض الكُتاب الرومان أصروا على عدم وجود جزيرة بريطانيا، واعتبروا تقارير رحلة بيثياس مجرد أكذوبة.
كانت ثقافة العصر الحديدي سائدة في بريطانيا إبان حكم يوليوس قيصر، ويُقدر تعداد السكان بين مليون وأربعة ملايين نسمة. تظهر الأبحاث الأثرية أن اقتصاد بريطانيا حينها كان مقسمًا، بوجه عام، بين مناطق المرتفعات والأراضي المنخفضة. في الأراضي المنخفضة صمن الجنوب الشرقي، سمحت التربة الخصبة بقيام الزراعة الحقلية الكثيفة، وتطورت سبل الاتصال على طول الطرق والمسارات التاريخية، مثل طريق إكنيلد وطريق الحجاج والطريق الجوراسي، بالإضافة إلى الأنهار القابلة للملاحة كنهر التيمز. في المرتفعات، شمال الخط الفاصل بين غلوستر ولنكولن، كانت الأراضي القابلة للزراعة متوفرة فقط في الجيوب المعزولة، لذا كان الرعي، مدعومًا بالزراعة ضمن الحدائق، أكثر شيوعًا من الزراعة المستقرة، وكانت سبل الاتصال أكثر صعوبة. بُنيت المستوطنات عمومًا على الأراضي المرتفعة، وكانت محصنة أيضًا، بينما في الجنوب الشرقي، بدأ الناس يؤسسون التجمعات السكنية المعروفة باسم أوبيدوم في الأراضي المنخفضة، وغالبًا ما ظهرت تلك التجمعات على معابر الأنهار، ما يشير إلى أن التجارة أصبحت ذات أهمية. تزايد الاتصال التجاري بين بريطانيا والقارة الأوروبية منذ غزو الرومان لـغاليا أربونة (بلاد الغال في ما وراء جبال الألب) عام 124 قبل الميلاد، وكان البريطانيون يستوردون النبيذ الإيطالي عبر شبه جزيرة أرموريكا، فكان أغلب النبيذ يصل إلى رأس هينغستبوري البحري في دورست.
تقول شهادة قيصر المكتوبة حول بريطانيا أن قبائل البِلَج في شمال شرق بلاد الغال أغارت على بريطانيا سابقًا، فأسست مستوطنات في بعض مناطق الجزيرة الساحلية، ووفق ما يذكره ديفيشاكوس ملك السوسيون (إحدى قبائل البلج)، سيطرت قبائل البلج على بريطانيا وبلاد الغال أيضًا. تظهر العملات البريطانية من تلك الفترة نمطًا معقدًا من التداخل. فالعملات البلجية الغالية الأولى التي عُثر عليها في بريطانيا تعود إلى ما قبل العام 100 قبل الميلاد، وربما إلى عام 150 قبل الميلاد، وهي عملات سُكت في بلاد الغال، وعُثر عليها بشكل رئيس في كنت. هناك عملات أخرى ظهرت لاحقًا تحمل نفس النمط، وسُكت في بريطانيا، وعُثر عليها في كامل الساحل الجنوبي وصولًا إلى دورست في أقصى الغرب. يبدو أن سلطة البلج تركزت على الساحل الجنوبي الشرقي، على الرغم من أن تأثيرهم انتشر ليصل إلى أماكن أبعد في الغرب والبر الداخلي، وعلى الأرجح أن تأثيرهم وصل إلى هناك من خلال زعماء القبائل الذين مارسوا سلطتهم السياسية على السكان الأصليين.

## الغزو الأول (55 قبل الميلاد)

### التخطيط والاستكشاف
ادعى قيصر، في معرض غزوه لبلاد الغال، أن البريطانيين دعموا حملات الغاليين في القارة الأوروبية ضده، وأن الهاربين من البلج الغالية فروا إلى المستوطنات البلجية في بريطانيا، وأن قبيلة فينيتي في أرموريكا –التي سيطرت على التجارة البحرية في الجزيرة– طلبت العون من حلفائها البريطانيين من أجل القتال إلى جانبهم ضد قيصر عام 56 قبل الميلاد. يقول سترابو أن التمرد الفينيتي عام 56 قبل الميلاد اندلع بهدف منع قيصر من الوصول إلى بريطانيا وعرقلة النشاط التجاري لقبيلة فينيتي، ما يشير إلى احتمال تفكير الرومان سابقًا بإرسال بعثة إلى بريطانيا.
في أواخر صيف عام 55 قبل الميلاد، وعلى الرغم من أن الوقت كان متأخرًا بالنسبة لموسم الحملات العسكرية، قرر قيصر إرسال بعثة إلى بريطانيا. فاستدعى التجار الذين تاجروا مع الجزيرة، لكنهم لم يتمكنوا من إعطائه أي معلومات مفيدة حول سكان الجزيرة وتكتيكاتهم العسكرية، ولم يرغبوا بذلك أيضًا، ولم يحصل منهم على معلومات حول الموانئ التي قد يتمكن من استخدامها، ومن المرجح أن التجار لم يرغبوا بفقدان احتكارهم للتجارة عبر القناة. أرسل قيصر الأطربون (وهو منصب قائد روماني) غايوس فولوسينوس لاستطلاع الساحل ضمن سفينة حربية واحدة. على الأرجح أن غايوس تفحص ساحل كنت بين هايت وساندويتش، لكنه لم يتمكن من الرسو، وذلك لأنه لم «يجرؤ على مغادرة سفينته وائتمان البرابرة على حياته». وبعد 5 أيام، عاد ليعطي قيصر المعلومات الاستخباراتية التي تمكن من جمعها.
بحلول تلك الفترة، وصل عدد من سفراء الدول البريطانية إلى روما واعدين بخضوعهم لروما، بعدما حذرهم التجار من الغزو المحدق. أعادهم قيصر بصحبة حليفه كوميوس، ملك قبيلة الأتريباتس، لاستغلال نفوذهم من أجل تحقيق النصر على أكبر عدد من الدول الأخرى.
جمع قيصر أسطولًا مؤلفًا من 80 سفينة نقل كافية لنقل فيلقين (الفيلقين السابع والعاشر)، وعدد مجهول من السفن الحربية تحت قيادة الكويستور، وتم ذلك في مرفأ مجهول الاسم ضمن أراضي قبيلة موريني البلجية، ومن شبه المؤكد أن ذلك المرفأ هو إتيوس بورتوس في مدينة بولوني. أبحرت 18 سفينة تقل الخيالة من مرفأ آخر، على الأرجح أنه مرفأ أمبليتيوس. يرجح أن تلك السفن كانت ثلاثية أو ثنائية المجاديف، أو ربما اقتبست من تصميم السفن الفينيتية التي شاهدها يوليوس قيصر سابقًا، أو ربما كانت سفنًا استولى عليها الرومان من قبيلة فينيتي والقبائل الساحلية الأخرى. غادر قيصر –على عجل– ثكنته في المرفأ وأبحر «في نوبة الحراسة الثالثة» –أي بعد منتصف الليل– في 23 أغسطس بصحبة الفيالق، تاركًا الخيالة كي يتقدموا نحو سفنهم ويركبوا فيها ويلتحقوا به بالسرعة القصوى. في ضوء الأحداث اللاحقة، ربما كان هذا الإجراء خطأ تكتيكيًا (مع الأخذ بعين الاعتبار حقيقة أن الفيالق وصلت بدون أمتعة أو معدات الحصار الثقيلة) أو ربما يؤكد على أن قيصر لم ينوِ تنفيذ عملية الغزو من أجل احتلال بريطانيا بالكامل.